# Nicole Mattle
Nicole Mattle (* 29. Juni 1998) ist eine Schweizer Unihockeyspielerin. Sie steht beim Nationalliga-A-Vertreter Red Ants Rychenberg Winterthur unter Vertrag.

## Karriere

### Verein
Mattle begann ihre Karriere den Red Ants Rychenberg Winterthur. Zur Saison 2014/15 wurde sie in das Kader der ersten Mannschaft integriert und absolvierte in ihrer ersten Saison 15 Partien. 2016/17 gelang der Stürmerin den Durchbruch. Sie erzielte 16 Skorerpunkte in 29 Partien. Am 3. März 2021 verkündeten die Red Ants die Vertragsverlängerung mit der Spielerin.

### Nationalmannschaft
Mattle debütierte 2013 als Verteidigerin für die Schweizer U19-Unihockeynationalmannschaft an der Euro Floorball Tour in Göteborg. Ein Tor gelang ihr bei diesem Turnier nicht. Ein Jahr später erzielte sie ihren ersten Treffer für die U19-Nationalmannschaft. 2016 nahm sie an der U19-Weltmeisterschaft Bellville, Kanada, teil und gewann mit dem Team die Bronzemedaille.